# 希臘紅眼魚
希臘紅眼魚（学名：Scardinius graecus）为輻鰭魚綱鯉形目雅羅魚科的一個種，被IUCN列為極危保育類動物，分布於歐洲希臘南部，體長可達到40公分，棲息在湖泊和低地河流，屬雜食性，以植物及無脊椎動物為食，為食用魚，但因汙染及棲地破壞而造成族群減少。

## 扩展阅读
維基物種上的相關：希臘紅眼魚
1. ↑  Crivelli, A.J. . The IUCN Red List of Threatened Species. 2006, 2006: e.T19947A9113453  [17 November 2021]. doi:10.2305/IUCN.UK.2006.RLTS.T19947A9113453.en .